# Bünder Land
La Bünder Land forma parte de la región Herford en el noreste de Renania del Norte-Westfalia. Esta área se circunscribe en la región centro de la Federación, excepto la región del estado que actualmente abarca las comunidades rurales del viejo estado, abarcando básicamente las comunidades vecinas Rödinghausen y Kirchlengern, el distrito Hücker-Aschen de la ciudad vecina Spenge, el distrito Oberbauerschaft de la comunidad vecina Hüllhorst y el distrito Börninghausen que incluye a la ciudad de Oldendorf, viviendo en la región cerca de 77.000 habitantes.
El concepto refleja de una manera general, el significado crecido históricamente de la ciudad federación  para sus alrededores rurales. El ejemplo temprano de ello era la instalación del círculo prusiano de la federación en 1816 que se extendía sobre un espacio aún mayor, sin embargo en 1832 se deshizo de nuevo. Como resultado de la industrialización las federaciones crecieron hasta convertirse en un centro urbano de bienes, ya que anteriormente sólo eran una ciudad. En 1879 se convertiría en la  sede de un tribunal de distrito, que existe todavía hoy y que es el responsable de los tres municipios. Por otra parte, el espacio histórico, cultural o natural de este lugar no muestra ninguna particularidad, aunque tiene una relación estrecha con Minden-Ravensberg, en la ciudad de Ravensberger o mejor dicho en la depresión de Ravensberger.
Otros usos actuales del término "Bünder Land" (Federación Unida), no corresponden al enlace organizacional concreto de la unión con sus comunidades. Un ejemplo es el compuesto pastoral "Federación Unida" que reúne los municipios católicos de la región.
- Datos: Q1020784